# Dor Film
Die DOR Film Produktionsgesellschaft m.b.H. ist eine der größten Filmproduktionsgesellschaften Österreichs. Sie wurde 1988 von Milan Dor und Danny Krausz gegründet mit dem Ziel, eine Produktionsstätte für junge österreichische Regisseure zu schaffen. Dor Film ist für einige österreichischen Kinofilme wie Schlafes Bruder (1995), Hinterholz 8 (1998), Komm, süßer Tod (2000) oder Poppitz (2002) verantwortlich.

## Geschichte
Milan Dor, der Sohn des österreichischen Schriftstellers Milo Dor, gründete 1988 gemeinsam mit Danny Krausz die Dor Film in Wien. Der erste abendfüllende Spielfilm der Firma, Pink Palace, Paradise Beach, folgte bereits ein Jahr später. 1995 zog sich Milan Dor aus der aktiven Geschäftsführung zurück, blieb jedoch weiterhin in der Stoffentwicklung und in der Filmdramaturgie von Dor Film tätig. Sein Nachfolger als Geschäftsführer wurde Kurt Stocker. 1996 wurde das Zentrum für audiovisuelle Postproduktion (ZAP) vom Unternehmen errichtet. Für den ORF wurde 1997 die 14-teilige Kinderserie Die Knickerbocker-Bande produziert, nach dem Vorbild der gleichnamigen Kinderbuchreihe von Thomas Brezina.
Dor Film gelang 1998 mit dem Film Hinterholz 8 (mit Roland Düringer in der Hauptrolle) ein großer Erfolg, denn der Film wurde zum meistbesuchten österreichischen Film des Jahres; er erhielt 1999 eine Romy.
Mit der Gründung der Tochterfirma Dor Film West GmbH in München durch Danny Krausz expandierte Dor Film 1998 nach Deutschland.
Ein Misserfolg war 2001 Die Männer Ihrer Majestät (All the Queen's Men), eine 25 Millionen US-Dollar teure Produktion, die sowohl international als auch in Österreich nur wenige Besucher erreichte.
2002 folgte mit Poppitz jedoch mit 441.000 Kinobesuchern in Österreich wieder ein Erfolg für das Unternehmen. Damit lag der Film zwar hinter Hinterholz 8 (618.000 Besucher), die beiden Produktionen sind aber die zwei meistbesuchten österreichischen Filme seit 1981 (Beginn der landesweiten Besucherzahlenauswertung).
2006 trat die Dor Film aus dem Interessenverband der österreichischen Filmproduzenten, der association of austrian filmproducers (AAFP), aus, um gemeinsam mit den Produktionsgesellschaften Allegro Film, Epo-Film, MR Film, Team-Film, Wega Film und Satel Film einen neuen Verband, die Film Austria, zu gründen.

## Film- & Fernsehproduktionen

### Filme
- 1989: Pink Palace, Paradise Beach – Regie: Milan Dor
- 1990: Zeit der Rache – Regie: Anton Peschke
- 1991: Die mysteriösen Lebenslinien – Regie: David Ruehm
- 1991: Die Flucht – Regie: David Ruehm
- 1992: Mein Vater, Sie bleiben mir ein Rätsel – Regie: David Rühm
- 1992: Cappuccino Melange – Regie: Paul Harather
- 1993: Spaghetto – Regie: David Rühm
- 1993: Indien – Regie: Paul Harather
- 1994: Ich gelobe – Regie: Wolfgang Murnberger
- 1995: Schlafes Bruder – Regie: Joseph Vilsmaier
- 1995: Die Knickerbocker-Bande: Das sprechende Grab – Regie: Marijan David Vajda
- 1995: Die Ameisenstraße – Regie: Michael Glawogger
- 1996: Kino im Kopf – Regie: Michael Glawogger
- 1997: Blutrausch – Regie: Thomas Roth
- 1998: Hinterholz 8 – Regie: Harald Sicheritz
- 1998: Beastie Girl – Regie: Johannes Fabrick
- 1998: Frauen lügen nicht – Regie: Michael Juncker
- 1998: Die Siebtelbauern – Regie: Stefan Ruzowitzky
- 1999: Sunshine – Regie: István Szabó
- 1999: Untersuchung an Mädeln – Regie: Peter Payer
- 2000: Gripsholm – Regie: Xavier Koller
- 2000: Kaliber Deluxe – Regie: Thomas Roth
- 2000: Komm, süßer Tod – Regie: Wolfgang Murnberger
- 2001: Die Männer Ihrer Majestät (All the Queen’s Men) – Regie: Stefan Ruzowitzky
- 2002: Schneemann sucht Schneefrau – Regie: Marco Serafini
- 2002: Nogo – Regie: Gerhard Ertl, Sabine Hiebler
- 2002: Poppitz – Regie: Harald Sicheritz
- 2004: Nacktschnecken – Regie: Michael Glawogger
- 2004: Silentium – Regie: Wolfgang Murnberger
- 2004: C(r)ook – Regie: Pepe Danquart
- 2004: Die Viertelliterklasse – Regie: Roland Düringer, Roland Kehrer
- 2006: Bye Bye Blackbird – Regie: Robinson Savary
- 2006: Lapislazuli – im Auge des Bären – Regie: Wolfgang Murnberger
- 2007: 42plus – Regie: Sabine Derflinger
- 2007: Bis später, Max! – Regie: Jan Schütte
- 2008: Nordwand – Regie: Philipp Stölzl
- 2009: Wüstenblume – Regie: Sherry Hormann
- 2009: Der Knochenmann – Regie: Wolfgang Murnberger
- 2009: Hexe Lilli – Der Drache und das magische Buch – Regie: Stefan Ruzowitzky
- 2010: Die unabsichtliche Entführung der Frau Elfriede Ott – Regie: Andreas Prochaska
- 2010: Poll – Regie: Chris Kraus
- 2010: Rest in Peace (mit Mark Benecke)— Regie: Andrea Morgenthaler[1]
- 2011: Wie man leben soll – Regie: David Schalko
- 2011: Hexe Lilli – Die Reise nach Mandolan – Regie: Harald Sicheritz
- 2012: Vatertag – Regie: Michael Riebl
- 2012: Yoko – Regie: Franziska Buch
- 2012: Ludwig II. – Regie: Peter Sehr, Marie Noëlle
- 2013: Zweisitzrakete – Regie: Hans Hofer
- 2013: Deine Schönheit ist nichts wert – Regie: Hüseyin Tabak
- 2014: Das Attentat – Sarajevo 1914 – Regie: Andreas Prochaska
- 2015: Tag der Wahrheit – Regie: Anna Justice
- 2015: Das ewige Leben – Regie: Wolfgang Murnberger
- 2015: Chucks  – Regie: Sabine Hiebler und Gerhard Ertl
- 2015: Dämmerung über Burma – Regie: Sabine Derflinger
- 2015: Ritter Trenk – Regie: Anthony Power
- 2016: Vor der Morgenröte – Regie: Maria Schrader
- 2016: Hotel Rock’n’Roll – Regie: Michael Ostrowski, Helmut Köpping
- 2016: Die Blumen von gestern – Regie: Chris Kraus
- 2016: Nebel im August – Regie: Kai Wessel
- 2016: Kästner und der kleine Dienstag – Regie: Wolfgang Murnberger
- 2017: Baumschlager – Regie: Harald Sicheritz
- 2018: 3 Tage in Quiberon – Regie: Emily Atef
- 2018: The Dark – Regie: Justin P. Lange und Klemens Hufnagl
- 2018: Tatort: Her mit der Marie! – Regie: Barbara Eder
- 2019: Gipsy Queen – Regie: Hüseyin Tabak
- 2020: Vier zauberhafte Schwestern – Regie: Sven Unterwaldt
- 2020: Madison – Regie: Kim Strobl
- 2021: Schachnovelle – Regie: Philipp Stölzl
- 2023: 15 Jahre – Regie: Chris Kraus
- 2024: Landkrimi – Schnee von gestern (Fernsehreihe) – Regie: David Wagner
- 2024: Woodwalkers – Regie: Damian John Harper
- 2025: Karli & Marie – Regie: Christian Lerch

### Fernsehserien
- 1997: Die Knickerbocker-Bande
- 2004–2014: Vier Frauen und ein Todesfall
- 2005–2009: Der Winzerkönig
- 2019–2023: Walking on Sunshine

## Auszeichnungen
- Diagonale 2002: Preis 'Innovative Produktionsleistung' für Nogo an Danny Krausz und Kurt Stocker